# Fiat G.12
Il Fiat G.12 era un trimotore da trasporto ad ala bassa prodotto dall'azienda aeronautica italiana Fiat Aviazione negli anni quaranta.
Inizialmente progettato per uso civile come aereo di linea, con lo scoppio della seconda guerra mondiale venne riconvertito nel ruolo di aereo da trasporto tattico ed utilizzato principalmente dalla Regia Aeronautica. Alla fine del conflitto continuò l'attività ritornando all'impiego per cui era stato concepito ed utilizzato nella neonata compagnia di bandiera Alitalia.

## Storia del progetto

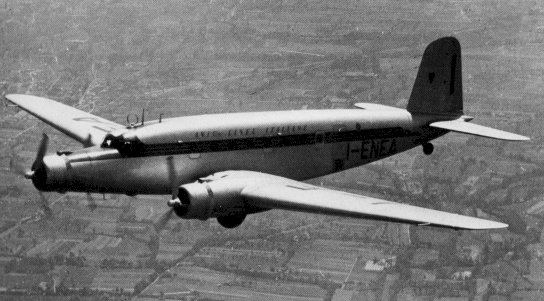
Il G.12 in volo

Il G.12 nasce dall'esigenza di dotare la compagnia aerea Avio Linee Italiane, di proprietà del gruppo FIAT, di un nuovo modello. Il progetto viene affidato all'ingegner Giuseppe Gabrielli, già in forza alla Fiat Aviazione e progettista di numerosi velivoli sia civili che militari.

## Tecnica
Il G.12 era un velivolo dall'aspetto convenzionale di costruzione interamente metallica, monoplano ad ala bassa e dall'architettura trimotore, tipica della produzione italiana del periodo.
La fusoliera, di sezione rettangolare, integrava la cabina di pilotaggio posta in posizione sopraelevata, collegata allo scompartimento passeggeri, da 14 a 22 posti a sedere a seconda delle versioni, ed al vano bagagli. La stessa terminava posteriormente in una coda convenzionale dotata di impennaggio monoderiva di grandi dimensioni.
La configurazione alare era monoplana, con l'ala posizionata bassa ed a sbalzo sulla fusoliera.
Il carrello d'atterraggio presentava una configurazione a triciclo posteriore con i carrelli anteriori semiretrattili che rientravano nelle gondole motore completato da un ruotino posteriore d'appoggio posto sotto la coda.
La propulsione era affidata a tre motori radiali Fiat A.74 RC.42, dei 9 cilindri raffreddati ad aria in grado di erogare una potenza pari a 800 CV (574 kW) ciascuno, una versione appositamente studiata di un motore inizialmente pensato per equipaggiare i caccia della Regia. Posizionati due in gondole alari ed il terzo sul naso, erano racchiusi in altrettante cappottature sagomate, caratterizzate da bugne in corrispondenza delle teste dei cilindri, ed abbinati ad eliche tripala. Le versioni successive motorizzate Alfa Romeo 128 RC.18 erano riconoscibili anche perché prive di questa caratteristica.

## Impiego operativo
Dopo la consegna dei primi due esemplari alla compagnia di proprietà FIAT Avio Linee Italiane (ALI), con lo scoppio del conflitto il Ministero dell'aeronautica dispose la militarizzazione dei modelli e l'assegnazione degli stessi ai Nuclei di Comunicazione della Regia Aeronautica. Questi continuarono ad essere utilizzati sulle rotte commerciali internazionali già precedentemente battute dalle compagnie civili fino alle fasi finali della guerra. Gli esemplari rimasti vennero presi in carico dalla rifondata Aeronautica Militare che ne cedette alcuni esemplari in prestito alla compagnia di bandiera Alitalia nata sulle ceneri dell'Ala Littoria del periodo fascista.

Un G.12 Alitalia a Torino Aeritalia nel 1947

## Versioni
G.12C
versione civile (C per Commerciale) da trasporto passeggeri di linea da 14 posti a sedere, equipaggiato con tre motori radiali Fiat A.74 RC.42 da 800 CV (574 kW) ciascuno.
G.12 Gondar
versione cargo a lungo raggio.
G.12GA
versione da trasporto a lungo raggio (GA per Grande Autonomia), dotata di serbatoi combustibile addizionali, realizzata in 3 esemplari.
G.12RT
versione speciale da lungo raggio, realizzata per la trasvolata Roma-Tokyo, realizzata in un unico esemplare.
G.12RTbis
realizzato in un esemplare.
G.12T
versione cargo e trasporto truppe.
G.12CA
versione passeggeri da 18 posti a sedere, motorizzato con 3 radiali Alfa Romeo 128 RC.18 da 860 CV (633 kW) (a 1 800 m) ciascuno.
G.12L
versione passeggeri da 22 posti a sedere, motorizzato con 3 radiali Alfa Romeo 128 RC.18.
G.12LA
versione passeggeri da 22 posti a sedere, motorizzato con 3 radiali Alfa Romeo 128 RC.18.
G.12LB
versione passeggeri da 22 posti a sedere, motorizzato con 3 radiali Bristol Pegasus 48 da 810 hp (604 kW).
G.12LP
versione passeggeri da 22 posti a sedere, motorizzato con 3 radiali Pratt & Whitney R-1830-S1C3-G Twin Wasp da 1 065 hp (793 kW).

## Utilizzatori

### Civili

#### Periodo bellico
Italia
- Avio Linee Italiane (ALI)

#### Periodo post-bellico
Italia
- Airone Compagnia trasporti aerei - Cagliari[2]
- Alitalia-Aerolinee Italiane Internazionali[3]

### Militari

#### Periodo bellico
Germania
- Luftwaffe

operò con circa 20 esemplari requisiti dopo la firma dell'armistizio di Cassibile.
 Italia
- Regia Aeronautica

 Ungheria
- Magyar Királyi Honvéd Légierő

#### Periodo post-bellico
Italia
- Aeronautica Militare

## Modellismo
- Challenge Plastimodels (ITA): scala 1/72 plastica vacu-form
- Dekno (S): scala 1/72 in resina
- O'Neill (USA): scala 1/72 plastica vacu-form
- SEM Model (ITA): scala 1/72 in resina

International Plastic Modellers' Society, sezione italiana

### Riviste
- (EN)  John Stroud. Post War Propliners: Fiat G.12 and G.212. Aeroplane Monthly. Volume 23 No. 1, January 1994. London: IPC. Pag 64-68.